# الثورة المنغولية 1990
الثورة المنغولية لعام 1990 (الثورة الديمقراطية لعام 1990) (بالمنغولية: Ардчилсан хувьсгал) كانت ثورة ديمقراطية سلمية بدأت بالمظاهرات والإضراب عن الطعام للإطاحة بجمهورية منغوليا الشعبية، وأدت في النهاية إلى منغوليا الديمقراطية الحالية وكتابة الدستور الجديد. قادها بشكل رئيسي الشباب الذين تظاهروا في ساحة سوخباتار في العاصمة أولانباتار. وانتهت باستقالة الحكومة الشيوعية الاستبدادية دون إراقة دماء. كان من بين بعض المنظمين الرئيسيين تشياغين إلبيغدورج، وسانجاسورينغين زوريغ، وإردينين بات أول، وبات إردينين باتبايار، ودوغيمدين سوسوربارام.
كانت هذه بداية النهاية لفترة السنوات السبعين للاشتراكية في منغوليا. على الرغم من إنشاء نظام متعدد الأحزاب، بقي الحزب الثوري الشعبي المنغولي في السلطة حتى عام 1996. ومع ذلك، نُفذت إصلاحات وبدأ الانتقال إلى اقتصاد السوق. كانت الثورة مستوحاة من الإصلاحات في الاتحاد السوفييتي ومن ثورات مماثلة في أوروبا الشرقية في أواخر عام 1989.

## خلفية
كانت هناك حركات مناصرة للاستقلال في عام 1911 ضد سياسة الاستعمار في عهد أسرة تشينغ. تولى حزب الشعب المنغولي أخيرًا السلطة في منغوليا في عام 1921 بمساعدة الاتحاد السوفييتي بعد طرد القوات الصينية والقوات الروسية البيضاء. في عام 1924، أعاد الحزب تسمية نفسه باسم الحزب الثوري الشعبي المنغولي. على مدى العقود التالية، كانت منغوليا دائمًا متحالفة بشكل وثيق مع الاتحاد السوفييتي. بعد استقالة يومجاغين تسيدنبال في عام 1984، وبالاستلهام من إصلاحات ميخائيل غورباتشوف في الاتحاد السوفييتي، نفذت القيادة الجديدة تحت قيادة جامبين باتمونخ إصلاحات اقتصادية، ولكنها فشلت في مناشدة أولئك الذين أرادوا تغييرات أوسع في أواخر عام 1989.

## مسار الأحداث
أراد الشباب في منغوليا تغييرًا في المجتمع والطريقة التي كانت تدير بها الحكومة أعمالها. بدؤوا بالاجتماع والنقاش سرًا. فعلى سبيل المثال، علم تشياغين إلبيغدورج خلال دراسته في اتحاد الجمهوريات الاشتراكية السوفييتية بشأن الغلاسنوست، وهي مفاهيم مثل حرية التعبير والحريات الاقتصادية. بعد عودته إلى منغوليا، التقى أشخاصًا يحملون نفس الفكر وحاول تقديم تلك الأفكار إلى شريحة أوسع، على الرغم من محاولات القمع من سلطة المكتب السياسي للحكومة. في 28 نوفمبر عام 1989، وفي نهاية خطاب ألقاه في المؤتمر الوطني الثاني للفنانين الشباب، قال تشياغين إلبيغدورج إن منغوليا بحاجة إلى الديمقراطية ودعا الشباب للتعاون من أجل خلق الديمقراطية في منغوليا. قال للحاضرين: «نعتبر أن البيريسترويكا خطوة شجاعة وفي وقتها المناسب. إن مساهمة الشباب في هذه المسألة الثورية ليست من خلال المحادثات الداعمة بل من خلال عمل محدد. مساهمتنا هي أهدافنا التي يجب تحقيقها. أهدافنا هي: ... بعد الديمقراطية والشفافية والمساهمة في الغلاسنوست، ... ودعم السلطة التقدمية العادلة ... هذه هي أهداف فريق المبادرات؛ المنظمة التي سوف تعمل. آمل أن نجتمع بعد المؤتمر ونتناقش معكم حول هذا الموضوع في هذه المجموعة (حديثة التشكيل). يجب أن تستند المنظمة إلى مبادئ عامة وطوعية وديمقراطية».
أوقف رئيس المؤتمر خطاب إلبيغدورج وحذره من قول مثل هذه الأمور. كان ذلك في عام 1989 وكانت منغوليا دولة شيوعية لمدة 68 عامًا. في ذلك الوقت، زُعم أن أي شخص آخر هو جاسوس غير رسمي للحزب الشيوعي بإمكانه الإبلاغ عن الناس الذين أعربوا عن آراء أخرى غير الاشتراكية والشيوعية. خلال استراحة المؤتمر، التقى الشابان داري سوخباتار وتشيميدين إنخي مع إلبيغدورج واتفق الثلاثة على تأسيس حركة ديمقراطية ونشر الأخبار سرًا إلى شباب آخرين. التقى الثلاثة في ما بعد واتحدوا مع عشر أفراد آخرين، وقد عُرفوا باسم القادة الثلاثة عشر لثورة منغوليا الديمقراطية. عند عودته من المؤتمر، حذره رئيسه في الصحيفة أولان أود من أنه سيُطرد من عمله إن شارك في أي أنشطة أخرى خارج العمل أو شارك في أي سلوك لا يتفق مع الإيديولوجية الشيوعية والاشتراكية. على الرغم من التحذير، اجتمع إلبيغدورج وأصدقاؤه بشباب آخرين سرًا في قاعة الدائرة لجامعة منغوليا الوطنية وناقشوا الديمقراطية والسياسية الاقتصادية للسوق الحر وغيرها من المواضيع المحظورة في ذلك الوقت، وبدؤوا بصياغة خطة لتنظيم حركة ديمقراطية. اجتمعوا عدة مرات وجلبوا أصدقاء ومؤيدين جدد للانضمام إليهم سرًا. في إحدى الليالي، وضعوا إعلانات عن تظاهرتهم المفتوحة في الشوارع.
في صباح يوم 10 ديسمبر من عام 1989، حدثت أول مظاهرة عامة مفتوحة مؤيدة للديمقراطية أمام المركز الثقافي للشباب في أولانباتار. أعلن إلبيغدورج هناك عن إنشاء الاتحاد الديمقراطي المنغولي. وهكذا وُلدت أول حركة مؤيدة للديمقراطية في منغوليا.
دعا المتظاهرون إلى اعتماد البيريسترويكا والغلاسنوست في منغوليا. طالب القادة المنشقون بانتخابات حرة وإصلاح اقتصادي، ولكن ضمن سياق «اشتراكية إنسانية ديمقراطية». أدخل المتظاهرون عنصرًا قوميًا إلى الاحتجاجات وذلك باستخدام النص المنغولي التقليدي –الذي لا يستطيع معظم المنغوليين قراءته– بوصفه استنكارًا رمزيًا للنظام السياسي الذي فرض الأبجدية السيريلية المنغولية. في أواخر شهر ديسمبر، ازدادت التظاهرات عندما جاءت أنباء عن مقابلة أجراها غاري كاسباروف مع مجلة بلاي بوي، مشيرًا إلى أن الاتحاد السوفييتي قد يحسن صحته الاقتصادية من خلال بيع منغوليا إلى الصين. في 2 يناير عام 1990، بدأ الاتحاد الديمقراطي المنغولي بتوزيع منشورات تدعو إلى ثورة ديمقراطية. عندما لم تمتثل الحكومة لهذا الأمر، قامت مظاهرات أكثر عدوانية في وقت لاحق.
في 14 يناير عام 1990، التقى المتظاهرون الذين ازداد عددهم من ثلاثمئة إلى نحو 1000 شخص في ساحة أمام متحف لينين سُميت ميدان الحرية منذ ذلك الوقت في أولانباتار. تلت ذلك مظاهرة في ميدان سوخباتار في 21 يناير (في طقس درجة حرارته 30- درجة مئوية). حمل المتظاهرون لافتات تشير إلى جنكيز خان، مشيدين بشخصيةٍ أهمل التعليم السوفييتي الإشادة بها. أشادوا بدارمين تومور أوشير، وهو سياسي طُرد من الحزب في عام 1962 كجزء من جهود الحزب لقمع الاحتفال بالذكرى السنوية الـ800 لميلاد جنكيز خان. حمل المتمردون علمًا معدلًا لمنغوليا مفتقرًا إلى النجمة التي ترمز إلى الاشتراكية؛ أصبح هذا العلم العلمَ الجديد بعد الثورة.
في الأشهر اللاحقة، واصل الناشطون تنظيم المظاهرات، والتجمعات، والاحتجاجات، والإضرابات عن الطعام، فضلًا عن إضرابات المعلمين والعمال. حصل النشطاء على دعم متزايد من المنغوليين، سواء في العاصمة أو الريف، وأدت أنشطة الاتحاد إلى دعوات أخرى للديمقراطية في جميع أنحاء البلاد. بعدها جاءت مظاهرات نهاية الأسبوع في يناير وفبراير وتشكيل أول أحزاب المعارضة في منغوليا. توسعت المظاهرات لتشمل آلاف الناس في العاصمة، وفي إردينيت ودارخان، وإلى مراكز المحافظات، ولا سيما بورون في خوفسغول.
بعد عدة مظاهرات ضمت آلاف الأشخاص في العاصمة ومراكز المقاطعات، عقدت وزارة التجارة والعدالة وثلاث منظمات إصلاحية أخرى في 3 مارس عام 1990 اجتماعًا جماهيريًا مشتركًا في الهواء الطلق، داعين فيه الحكومة إلى الحضور. لم ترسل الحكومة أي ممثل إلى ما أصبح مظاهرة لأكثر من 100,000 شخص مطالب بالتغيير الديمقراطي. في 7 مارس عام 1990، بدأ الاتحاد الديمقراطي إضرابًا عن الطعام قوامه عشرة أشخاص في ساحة سوخباتار لحث الشيوعيين على الاستقالة. ازداد عدد المضربين عن الطعام وساندهم آلاف الأشخاص. استسلم المكتب السياسي للحزب الثوري الشعبي المنغولي (إم بّي آر بّي) (حزب الشعب المنغولي حاليًا) في النهاية للضغط ودخل في مفاوضات مع قادة الحركة الديمقراطية للاتحاد الديمقراطي المنغولي. قرر جامبين باتمونخ، وهو رئيس المكتب السياسي للجنة المركزية للحزب الثوري الشعبي المنغولي، حلّ المكتب السياسي والاستقالة في 9 مارس عام 1990. ولكن وراء الكواليس، فكر الحزب بجدية في قمع المتظاهرين وكتب مرسومًا تُرك ليوقعه زعيم الحزب جامبين باتمونخ. اعترض باتمونخ عليه، وحافظ على سياسة صارمة بعدم استخدام القوة. يتذكر الناس الذين كانوا حاضرين هناك في وقت لاحق أن باتمونخ قال: «لن أوقع على هذا أبدًا. نحن القلة من المنغوليين لم نصل بعد إلى النقطة حيث نجعل أنوف بعضنا تنزف»، وصفع الطاولة وغادر الغرفة.
أعلن إلبيغدورج خبر استقالة المكتب السياسي لصالح المضربين عن الطعام والأشخاص الذين تجمعوا في ساحة سوخباتار في الساعة العاشرة مساءً في ذلك اليوم بعد المفاوضات بين قادة الحزب الثوري الشعبي المنغولي والاتحاد الديمقراطي المنغولي. وتوقف الإضراب عن الطعام. مهدت استقالة المكتب السياسي للحزب الطريقَ لأول انتخابات متعددة الأحزاب في منغوليا. أعلنت الحكومة الجديدة عن أول انتخابات برلمانية حرة في منغوليا، والتي كان من المقرر إجراؤها في شهر يوليو.
كان دور المرأة في الاحتجاج ضئيلًا، متمثلًا بتأمين الطعام والشراب للمتظاهرين؛ كان جميع قادة الاحتجاج البارزين من الرجال، ما يعكس الدور الثانوي التقليدي للمرأة في منغوليا.

## التداعيات
في أعقاب الثورة الديمقراطية في منغوليا عام 1990، أُجريت أول انتخابات حرة متعددة الأحزاب في منغوليا لبرلمان من مجلسين في 29 يوليو عام 1990. في عام 1990، ترشحت الأحزاب إلى 430 مقعدًا في خورال الشعب الكبير. لم تتمكن الأحزاب المعارضة من تسمية عدد كاف من المرشحين. رشحت المعارضة 346 مرشحًا لشغل 430 مقعدًا في الخورال الكبير (المجلس الأعلى). فاز الحزب الثوري الشعبي المنغولي بـ357 مقعدًا في الخورال الكبير و31 مقعدًا من أصل 53 في الخورال الصغير (الذي أُلغي في وقت لاحق) أيضًا. تمتع الحزب الثوري بموقف قوي في الريف.
مع ذلك، تقاسمت حكومة الحزب الجديدة تحت قيادة دي. بيمباسرين السلطة مع الديمقراطيين، ونفذت إصلاحات دستورية واقتصادية. لما كانت هذه الإصلاحات متزامنة مع تفكك الاتحاد السوفييتي، الذي كان حتى عام 1990 يقدم معونة اقتصادية كبيرة لميزانية الدولة في منغوليا، عانى البلد مشاكل اقتصادية قاسية: أغلقت المؤسسات أبوابها، وارتفع التضخم، وكان للأغذية الأساسية أن تُقنن لبعض الوقت. انهارت التجارة الخارجية، وتوقفت المعونة الاقتصادية والتقنية المقدمة من البلدان الاشتراكية السابقة، وكان الاقتصاد المحلي يعاني من الخصخصة. ارتفع التضخم، ونضبت رفوف المتاجر، وصدرت بطاقات حصص الإعاشة للأغذية لفترة من الزمن. نشأت سوق سوداء مزدهرة في أولانباتار بحلول عام 1988 لتلبية احتياجات السكان.
اجتمع خورال الشعب الكبير (المجلس الأعلى) لأول مرة في 3 سبتمبر وانتخب رئيسًا (من حزب إم بّي آر بّي)، ونائبًا للرئيس (من الحزب الديمقراطي الاجتماعي)، ورئيسًا للوزراء (من حزب إم بّي آر بّي)، و50 عضوًا للباغا خورال (المجلس الأدنى). كان نائب الرئيس أيضًا رئيسًا للباغا خورال. في شهر نوفمبر من عام 1991، بدأ البرلمان مناقشة دستور جديد دخل حيز التنفيذ في 12 فبراير عام 1992. بالإضافة إلى إنشاء منغوليا الجمهورية المستقلة ذات السيادة وضمان عدد من الحقوق والحريات، أعاد الدستور الجديد هيكلة الفرع التشريعي للحكومة، وأنشأ هيئة تشريعية ذات مجلس واحد، وهو مجلس الخورال الكبير.
عُدل الدستور في عام 1992. كان أول فوز للديمقراطيين في الانتخابات الرئاسية لعام 1993، عندما فاز مرشح المعارضة بونسالماغين أوشيربات.
نجح ائتلاف الاتحاد الديمقراطي الذي شارك بقيادته رئيس الحزب الديمقراطي تشياغين إلبيغدورج للمرة الأولى في الفوز بالأغلبية في الانتخابات البرلمانية لعام 1996. كان الحزب الديمقراطي جزءًا من ثلاث حكومات ائتلافية مع حزب إم بّي آر بّي الحاكم السابق في 2004-2008 وفي 2008-2012 على التوالي؛ ومع حزب الإرادة المدنية–الأخضر والحزب الوطني الجديد منذ عام 2012 فصاعدًا.
في الانتخابات الرئاسية المنغولية لعام 2009، هزم مرشح الحزب الديمقراطي تشياغين إلبيغدورج –أحد قادة الثورة الديمقراطية– مرشحَ الحزب الثوري الشعبي المنغولي، الرئيس الحالي نامبارين إنخبايار. بعد هذا الفوز، فاز الحزب الديمقراطي مجددًا في الانتخابات البرلمانية لعام 2012.  فاز الحزب الديمقراطي في الانتخابات المحلية لعام 2012 في العاصمة والمحافظات والمقاطعات للمرة الأولى في تاريخ البلاد. فاز مرشح الحزب الديمقراطي تشياغين إلبيغدورج في الانتخابات الرئاسية المنغولية لعام 2013، وهو الرئيس الحالي. وهكذا، كان الحزب الديمقراطي الذي انبثق عن الاتحاد الديمقراطي –أي النشطاء المؤيدين للديمقراطية– يسيطر على منغوليا وبرلمانها وحكومتها بين عامي 2013 و2016، حين هُزم في الانتخابات البرلمانية.